# Radeon RX 9000
A série Radeon RX 9000 é uma série de unidades de processamento gráfico para o consumidor desenvolvida pela AMD, com base na arquitetura RDNA 4. A série tem como alvo o segmento mainstream e é a sucessora da série Radeon RX 7000.

## Background
A teleconferência de resultados do terceiro trimestre de 2024 da AMD, em outubro de 2024, confirmou que o RDNA 4 seria lançado no início de 2025, com a CEO Lisa Su dizendo que a arquitetura "oferece desempenho de ray tracing significativamente maior e adiciona novos recursos de IA".
Em dezembro de 2024, uma campanha publicitária da AMD associada ao Call of Duty: Black Ops 6 no Reddit mostrou um processador Ryzen 9 e o que parecia ser o design de referência Radeon RX 9070 XT.
A série Radeon RX 9000 e a arquitetura RDNA 4 foram oficialmente apresentadas em 6 de janeiro de 2025 durante a apresentação da AMD na CES em Las Vegas. A AMD não divulgou detalhes concretos sobre a arquitetura RDNA 4 ou a série Radeon RX 9000 durante sua apresentação na CES. A série Radeon RX 9000 visa desempenho e valor de médio porte, em vez de competir com a Nvidia no segmento de ponta, como a série Radeon RX 7000 fez. Esta é uma abordagem semelhante adotada pela série RX 5000 em 2019. Em 8 de janeiro de 2025, surgiram relatos de que o varejista americano B&H começaria as pré-encomendas da série Radeon RX 9000 em 23 de janeiro.
A série Radeon RX 9070 foi revelada em 28 de fevereiro de 2025 em um evento de transmissão ao vivo da AMD.

## Características

### Arquitetura RDNA 4
A arquitetura RDNA 4 usada pela série Radeon RX 9000 é, de acordo com a AMD, focada no desempenho aprimorado de rastreamento de raios e recursos expandidos de aceleração de IA com um design de unidade de computação "otimizado".

### FSR 4
FidelityFX Super Resolution 4 (FSR 4) é a primeira solução de upscaling de aprendizado de máquina da AMD capaz de aproveitar os núcleos aceleradores de IA de segunda geração na arquitetura RDNA 4. A AMD declarou que, devido à necessidade de aceleração de hardware, o FSR 4 foi limitado à série Radeon RX 9000. Call of Duty: Black Ops 6 será o primeiro título a integrar o suporte de upscaling FSR 4.

## Produtos

### Desktop
| Radeon RX              | Radeon RX                                  | 9070                             | 9070 XT                          |
| ---------------------- | ------------------------------------------ | -------------------------------- | -------------------------------- |
| Data de lançamento     | Data de lançamento                         | 6 de março de 2025               | 6 de março de 2025               |
| MSRP lançamento (USD)  | MSRP lançamento (USD)                      | 549                              | 599                              |
| die GPU                | die GPU                                    | Navi 48 XL                       | Navi 48 XL                       |
| Transistores (bilhões) | Transistores (bilhões)                     | 53.9                             | 53.9                             |
| Tamanho do die         | Tamanho do die                             | 356.5 mm2                        | 356.5 mm2                        |
| Core                   | Stream processors                          | 3584                             | 4096                             |
| Core                   | Texture mapping units                      | 224                              | 256                              |
| Core                   | Render output units                        | 128                              | 128                              |
| Core                   | Ray accelerators                           | 56                               | 64                               |
| Core                   | AI accelerators                            | 112                              | 128                              |
| Core                   | Game frequency (GHz) Boost frequency (GHz) | 2.07 2.52                        | 2.40 2.97                        |
| Compute units          | Compute units                              | 56                               | 64                               |
| Cache                  | L0                                         | 32 KB por CU                     | 32 KB por CU                     |
| Cache                  | L1                                         | 128 KB por die                   | 128 KB por die                   |
| Cache                  | L2                                         | 8 MB                             | 8 MB                             |
| Cache                  | L3                                         | 64 MB                            | 64 MB                            |
| Memory                 | Tipo                                       | GDDR6                            | GDDR6                            |
| Memory                 | Tamanho                                    | 16 GB                            | 16 GB                            |
| Memory                 | Clock (Gb/s)                               | 20                               | 20                               |
| Memory                 | Largura de banda(GB/s)                     | 640                              | 640                              |
| Memory                 | Largura do barramento                      | 256-bit                          | 256-bit                          |
| Taxa de preenchimento  | Pixel (Gpx/s)                              | 322.6                            | 380.2                            |
| Taxa de preenchimento  | Textura (Gtex/s)                           | 564.5                            | 760.3                            |
| Poder de processamento | FP16 (TFLOPS)                              | 72.3                             | 97.3                             |
| Poder de processamento | FP32 (TFLOPS)                              | 36.1                             | 48.7                             |
| Poder de processamento | AI INT8 (TOPS)                             | 289                              | 389                              |
| Poder de processamento | AI INT4 (TOPS)                             | 578                              | 778                              |
| Interface              | Host                                       | PCIe 5.0                         | PCIe 5.0                         |
| Interface              | Power                                      | 2x 8-pinos                       | 2x 8-pinos                       |
| Interface              | Displays                                   | 1x HDMI 2.1b 3x DisplayPort 2.1a | 1x HDMI 2.1b 3x DisplayPort 2.1a |
| TDP                    | TDP                                        | 220 W                            | 304 W                            |

1. ↑  A taxa de preenchimento de pixels é calculada como o número de unidades de saída de renderização (ROPs) multiplicado pela velocidade do clock do núcleo base (ou de reforço).
2. ↑  A taxa de preenchimento de textura é calculada como o número de unidades de mapeamento de textura (TMUs) multiplicado pela velocidade do clock do núcleo base (ou de reforço).
3. ↑  O desempenho oficialmente declarado é 2x mostrado aqui devido à escassez.
4. ↑  O desempenho oficialmente declarado é 2x mostrado aqui devido à escassez.